# Cofradía de Jesús de la Humillación, María Santísima de la Amargura, San Felipe y Santiago el Menor
La Cofradía de Jesús de la Humillación, María Santísima de la Amargura, San Felipe y Santiago el Menor fundada en 1991, es una de las cofradías que participan en los actos de Semana Santa en Zaragoza (España)

## Orígenes
La historia de la Cofradía  se remonta a 1889 cuando se constituye la Real Cofradía del Santísimo Rosario de Nuestra Señora del Pilar de Zaragoza, con el fin de potenciar la devoción del pueblo hacia el Santo Rosario y a la Virgen del Pilar. Tras la celebración del cenetenario de su constitución en 1989, el Cabildo Metropolitano prohibió la celebración de actos que se apartaran de sus valores fundacionales como las procesiones de Semana Santa. Con objeto de continuar con dichos fines y actos, en 1991 es fundada por setenta y ocho hermanos la Cofradía de Jesús de la Humillación, María Santísima de la Amargura, San Felipe y Santiago el Menor.

## Sedes
Sede canónica: iglesia de San Felipe y Santiago el Menor, plaza de San Felipe, 50003-Zaragoza.
Sede social: plaza Ecce Homo, 1 Planta 3.ª Derecha 50003-Zaragoza

## Hábito
El hábito de la Cofradía se compone de túnica blanca, dos baquetas y capa negra. La prenda de cabeza al igual que los guantes, zapatos y calcetines son negros. El cíngulo es un cordón negro de lana rematado en dos borlas. 
La prenda oficial de cabeza es el capirote que se cubre por delante por una tela prolongada por delante en donde va bordado el escudo de la Cofradía. El uso del tercerol se reserva para el Hermano Guion y para los cofrades que tocan el bombo. Tan solo los menores de 14 años utilizan el bonete que es un gorro redondo sin antifaz. El bonete se sujeta a la barbilla por un cordón llamado barbuquejo y lleva bordado el escudo de la Cofradía en su superficie central.
Los cofrades llevan la medalla de la Cofradía pendiente del cuello. Es plateada figurando en su anverso figura la Imagen de María Santísima de la Amargura y en el reverso, la leyenda Cofradía Jesús de la Humillación, Parroquia de San Felipe, Zaragoza junto con el escudo de la Cofradía.

## Pasos

### Jesús de la Humillación

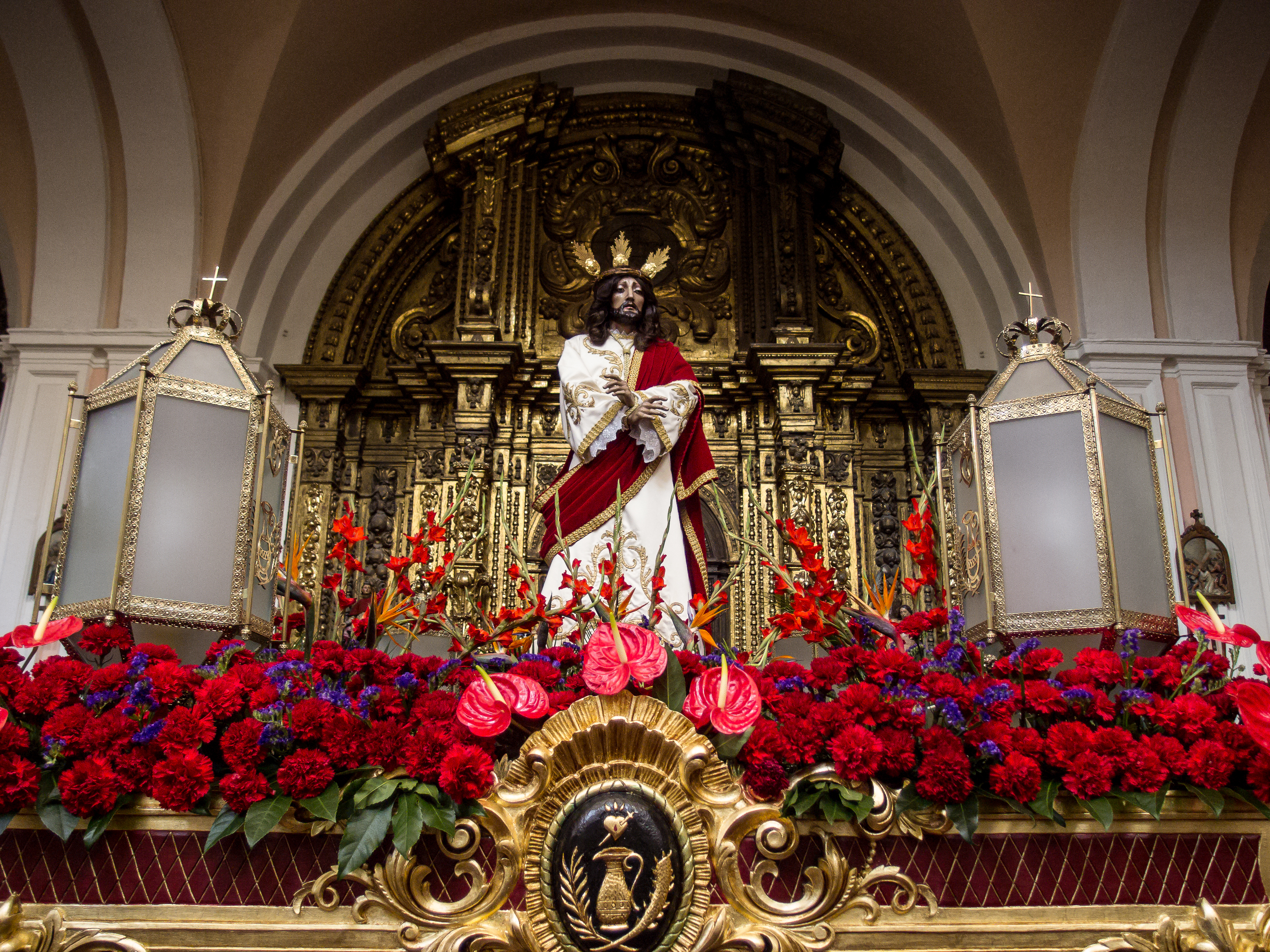
Jesús de la Humillación

Es una escultura que representa a Jesús en el momento en que es condenado a morir como un malhechor. La talla fue adquirida en 2002 a la Hermandad del Santísimo Cristo Redentor y Nuestra Señora de la Soledad de Badalona, sustituyendo de esta manera a la anterior imagen propiedad de la parroquia de San Felipe. 
Tiene un tamaño natural (170 cm de altura) y data del último tercio del siglo XIX, siendo su autor anónimo. Es una figura destinada a vestir por lo que solo tiene talladas en madera policromada cabeza, cuello, parte superior del torso, manos y pies. El resto del cuerpo está esbozado alargado y sin anatomizar por un bastidor que siluetea el busto y perfila las piernas. Viste una túnica blanca de tisú con bordados en oro fino a realce de irregulares trazas románticas y un mantolín púrpura de terciopelo que cae desde el hombro izquierdo. La imagen procesiona en un paso con ruedas con greca en madera de abedul policromada. Incorpora cuatro faroles de bronce situados en las esquinas del paso porporcionándole iluminación.

### María Santísima de la Amargura

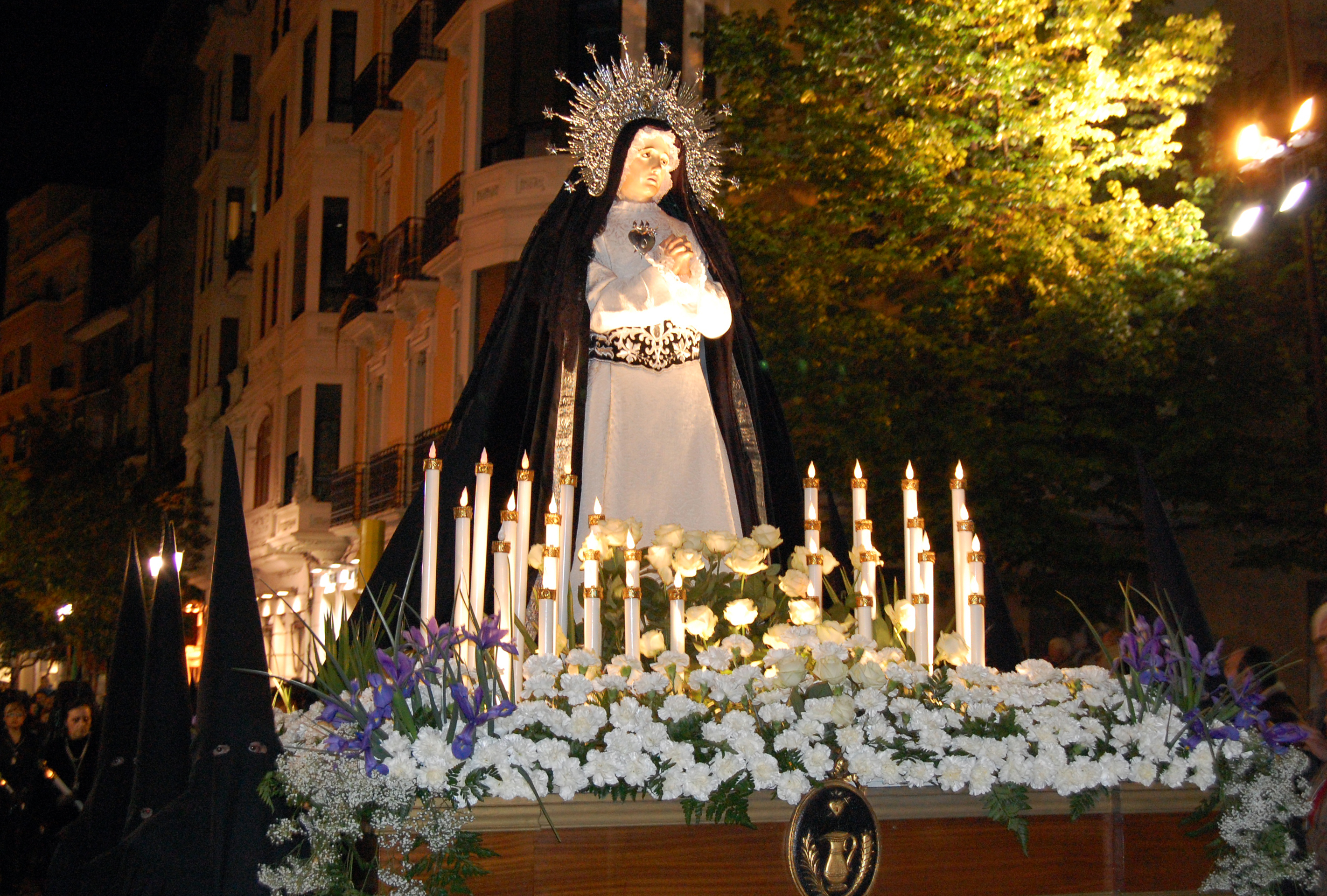
Paso de María Santísima de la Amargura

Es una talla que representa el dolor de la Virgen ante la noticia del futuro suplicio de su hijo. Es de tamaño algo menor que el natural (160 cm de altura) siendo su cabeza, manos y pies de madera policromada y el resto del cuerpo, un bastidor de cartón piedra que simula el tronco, brazos y piernas. Data de principios del siglo XX y es de autoría anónima. Fue adquirida en 1999 a un coleccionista privado para sustituir a la imagen que desde la fundación de la cofradía era cedida para los actos procesionales por la Fraternidad de la Orden Franciscana Seglar. 
La imagen va vestida con saya de raso blanco adornada con bordados en plata. Su cintura es ceñida con un fajín de terciopelo negro y su rostro va enmarcado por un sencillo rostrillo de encaje blanco. Se cubre con un manto liso de terciopelo negro cubierto en su parte superior con mantillas de blonda negra.
Procesiona en un pequeño paso con greca revestida de plata sobre el perfil y las molduras de madera.

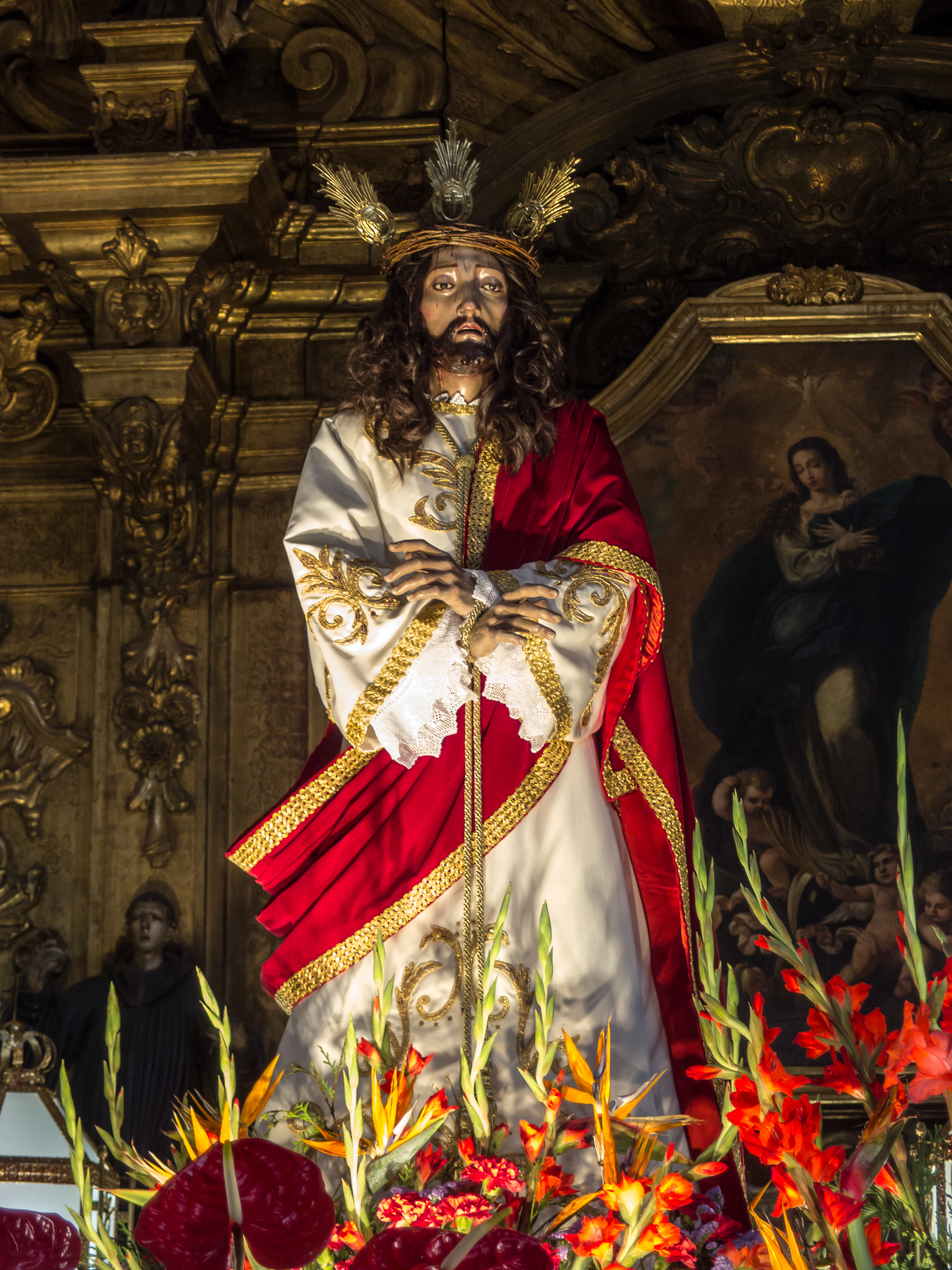
Escultura de Jesús de la Humillación
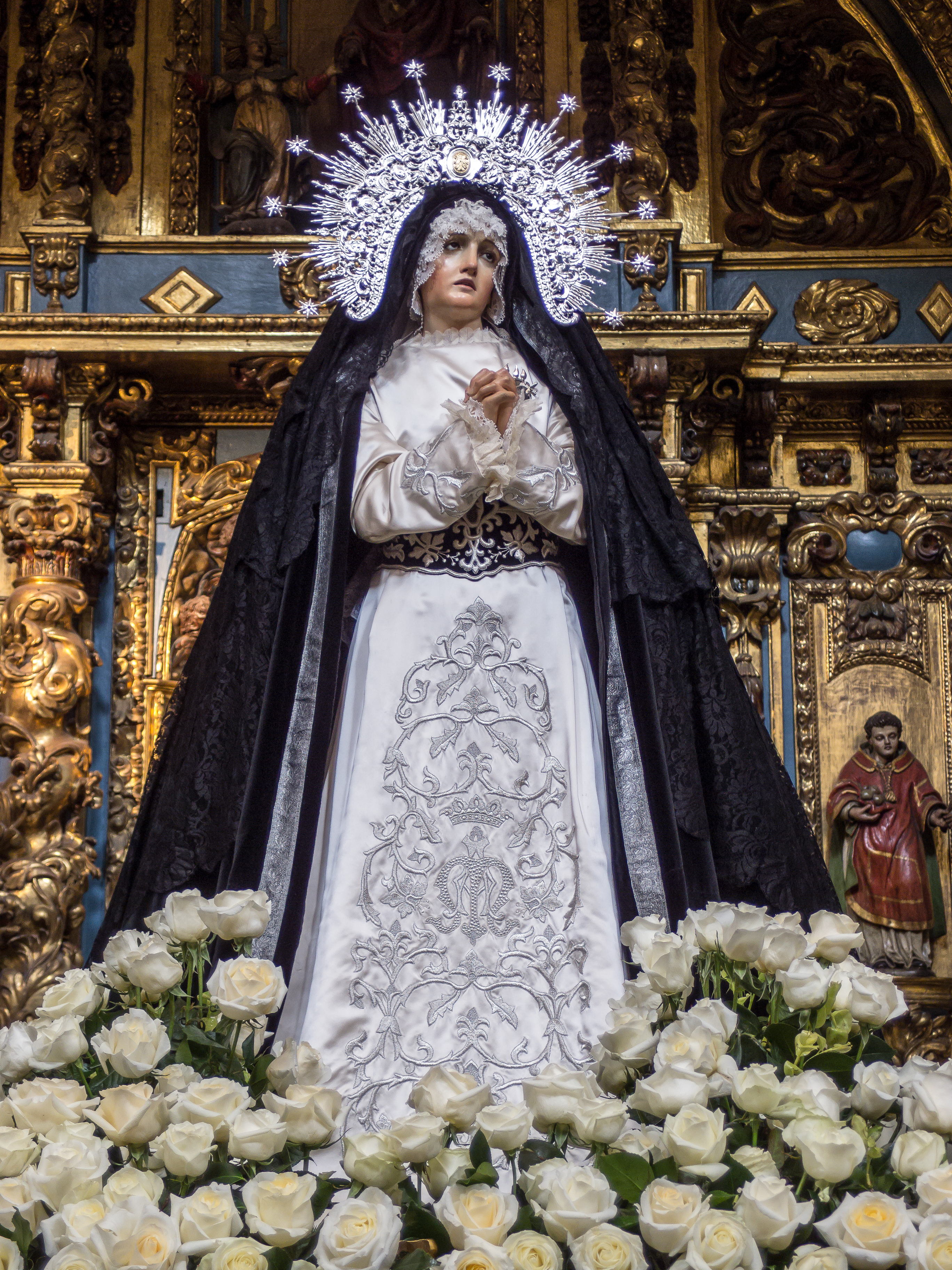
Escultura de María de la Amargura
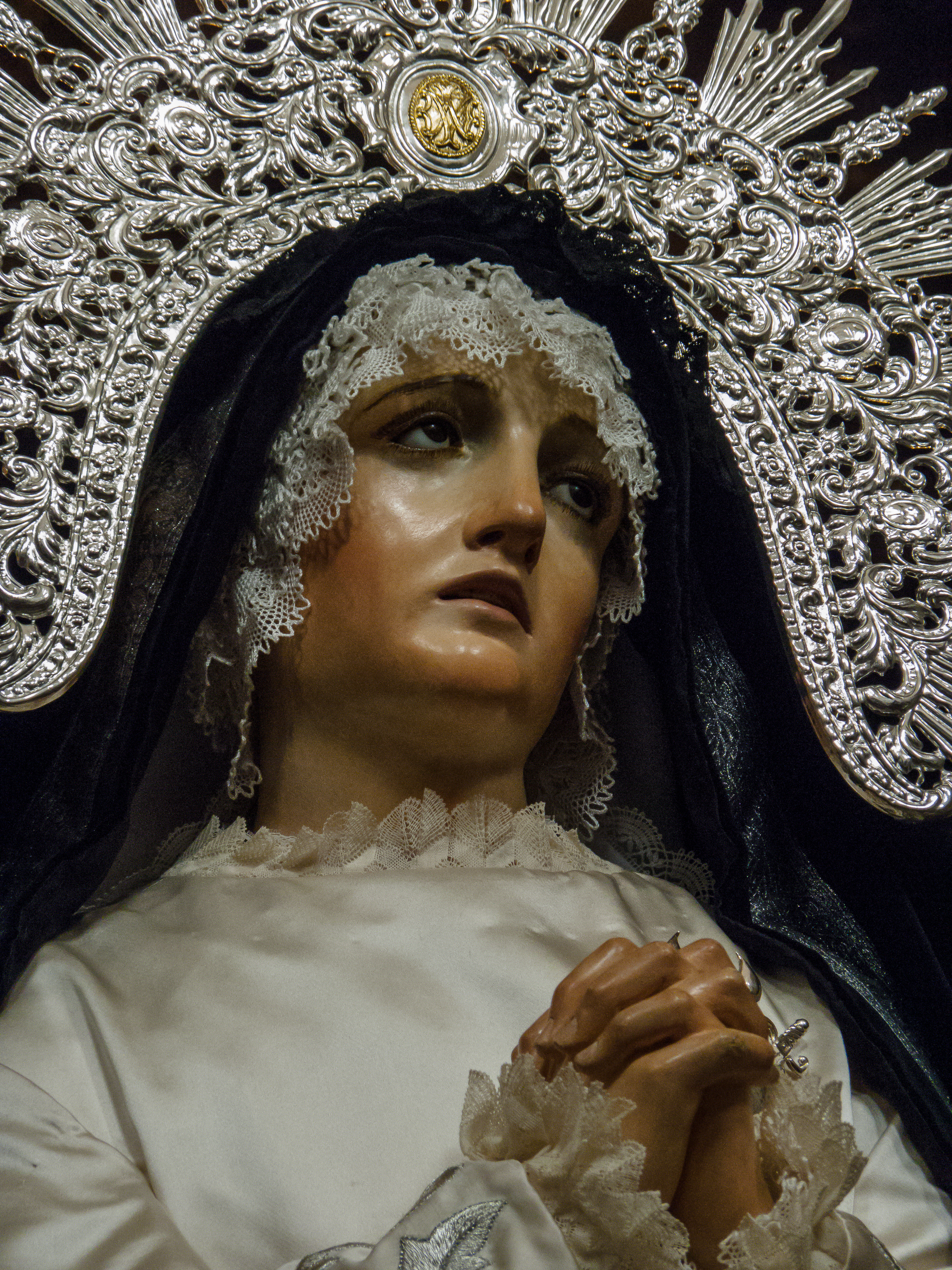
Detalle de la Virgen de la Amargura